# Глутаматцистеїнлігаза
Глютаматцистеїнлігаза (γ-глутамілцистеїнсинтетаза) - фермент, класу лігаз, який каталізує синтез гаммаглутамілцистеїну із глутамату та цистеїну. Ця реакція є першою стадією біосинтезу глутатіону.

## Будова

### Ген
Глютамат-цистеїнова лігаза кодується геном GCLC, що розташований в короткому плечі 6 хромосоми (локус 6p12.1) та геном GCLM, розташованому в 1 хромосомі (локус 1p22.1).

### Білок
Глютаматцистеїнлігаза тварин - це гетеродимерний фермент, належить до класу лігаз та підкласу лігаз, що формують зв'язок карбон-нітроген (вуглець-азот). Складається з двох білкових субодиниць, кодованих незалежними генами, розташованими на окремих хромосомах.
- Каталітична субодиниця (GCLC, ~ 73 кДа) має місця зв'язування субстрату та кофактори і відповідає за каталіз.[4]
- Субодиниця модифікатор (GCLM, ~ 31 кДа) не володіє ферментативною активністю, але збільшує каталітичну ефективність GCLC при утворенні комплексу.[5]

У більшості клітин і тканин експресія білка GCLM нижча, ніж GCLC, тому утворення комплексу є обмеженим. Таким чином, загальна сума клітинної активності GCL дорівнює активності комплексу + активності решти мономерних GCLC. Каталітична субодиниця є необхідною всієї ферментативної активності GCL, без неї каталіз не можливий. Тоді як модулююча субодиниця лише підвищує каталітичну ефективність ферменту, без неї каталіз можливий. Миші, нокаутовані по гену GCLC, не здатні синтезувати глутатіон і гинуть до народження. Миші, нокаутовані по гену GCLM, виявляють лише помітне зниження рівня глутатіону та підвищену чутливість до токсичних речовин.

## Функція
Глутаматцистеїнлігаза каталізує першу стадію синтезу антиоксиданту глутатіону (GSH), з'єднуючи цистеїну та глутамат. Процес є залежний від АТФ. При цьому утворюється дипептид гаммаглутамілцистеїну (γ-GC). Зв'язок утворюється між аміногрупою цистеїну та кінцевою карбоновою кислотою бічного ланцюга глутамату (звідси назва гамма-глутаміл цистеїн). Цей пептидний зв'язок стійкий до розщеплення клітинними пептидазами і потребує спеціалізованого ферменту, гаммаглутамілтранспептидази (γGT) для розщеплення γ-GC та GSH на відповідні амінокислоти.
Ферментативна активність GCL, визначає рівень GSH. На ферментативну активність GCL впливають численні фактори, включаючи експресію білків субодиниці GCL, наявність субстратів (рівень цистеїну, є обмежуючим фактором вироблення γ-GC), рівень GSH, що пригнічує синтез за негативним зворотнім зв’язком. Враховуючи що активність ферменту обмежується рівнем GSH, зміни активності GCL пропорційно змін у рівні клітинного GSH. Тому терапевтичні стратегії для зміни продукції GSH були зосереджені на цьому ферменті.